# Frank Hirsch

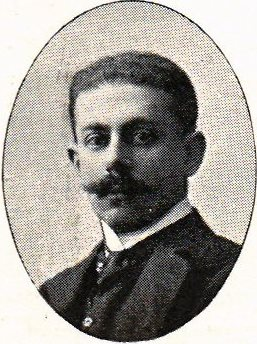
Frank Hirsch.

Frank Levy Hirsch, född 18 mars 1871 i Stockholms mosaiska församling, död 23 december 1952 i Balingsholm, Huddinge församling, var en svensk industriman; bror till Erik Hirsch.
Hirsch utexaminerades från Kungliga Tekniska högskolan 1892 och företog utrikes resor 1893–1994. Han var innehavare av en maskinfabrik 1897–1913, verkställande direktör i AB Frank Hirschs Maskiner 1913–1917 och i AB Svenska Maskinverken 1917–1919. Frank och Erik Hirsch grundade 1929 AB Industricentralen i Stockholm.
Hirsch var en av föreståndarna för Stockholms mosaiska församling och ordförande i dess fattigvårdsnämnd 1935–1940. Han var bland annat ordförande i Israelitiska sjukhjälps- och begravningssällskapet och i E. och S. Hulesehers stiftelse, styrelseledamot och kassaförvaltare i Stiftelsen Isaak Hirschs minne och styrelseledamot i Försäkringsaktiebolaget Mälaren. Han var även verksam i flera av församlingens kommittéer och utskott som organiserade hjälpen till flyktingar från Nazityskland.
Frank Hirsch var innehavare av Balingsholms gård i Huddinge socken.

## Fotnoter
1. ↑  Sveriges Dödbok 1901–2009, DVD-ROM, Version 5.00, Sveriges Släktforskarförbund (2010).
2. ↑  Pontus, Rudberg, (2017). The Swedish Jews and the Holocaust. Abingdon & New York: Routledge. ISBN 9781138045880. OCLC 972901368. https://www.worldcat.org/oclc/972901368